# Семён Григорьевич Внук Нетшин
Семён Григорьевич Нетшин Внук — воевода на службе у московского князя Василия III.
Семëн Григорьевич — рюрикович в XIX колене потомок князей Смоленских, старший сын Григория Михайловича Нетшина, праправнук Александра Юрьевича Нетши. Основатель рода Внуковых, угасшего в XVIII веке.
В 1519 году стоял вторым воеводой в Туле, а в 1521 году во время нашествия крымского хана Мухаммед Гирея был там же первым воеводой. В августе 1524 года был послан в Муром для защиты от казанских татар. В марте 1529 года был третьим воеводой в Серпухове для защиты от крымских татар. В августе 1530 стоял в Рязани. В июле 1531 отправлен наместником в Рязань.